# Deskófalva
Deskófalva (ukránul: Дешковица) település Ukrajnában, Kárpátalján, a Huszti járásban.

## Fekvése
Ilosvától északnyugatra fekvő település.

## Története
Deskófalva nevét 1581-ben említette először oklevél, mikor a Sigo-patak és Sztremtura-hegy körüli területekre Mágócsi Gáspár kenézséget adott új helység alapítása céljából Deskó Andrásnak, később a település tőle kapta a Deskófalva bevet is.
Deskófalva a Munkácsi vár tartozékai közé tartozott, a vár urai voltak mindenkori birtokosai is. 1672-ben az akkori úrbéri összeírás már említette papját, Pap Lászlót is.
A trianoni békeszerződés előtt Bereg vármegye Felvidéki járásához tartozott. 1910-ben 469 lakosából 29 magyar, 26 német, 414 ruszin volt. Ebből 402 görögkatolikus, 53 izraelita volt.

## Nevezetességei
- Görögkatolikus fatemplomát 1699-ben már említették. A templom a ruszin faépítészet jellegzetes épülete. Nyeregtető fedi, homlokzata fedett erkélyes, tornya hagymasisakos. A bejárat előtti tornác oszlopai faragottak, a tornác félnyereg fedése   folytatódik a templomhajó körül, kettős tetőzet hatását keltve.

A templom melletti fa harangláb egy idős a templommal, A harangtorony háromrészes, zömök épületét lapos eresz, alacsony törzs és sátortető jellemzi.